# Джеймс Вейл
Джеймс Вейл (англ. James Whale; 22 липня 1889, Дадлі, Вустершир, Велика Британія — 29 травня 1957, Голлівуд, Каліфорнія, США) — англійський режисер театру і кіно, актор. Найбільшу популярність здобув як режисер фільмів жахів «Франкенштайн» (1931), «Старий темний будинок» (1932), «Людина-невидимка» (1933) і «Наречена Франкенштайна» (1935).
З початком Першої світової війни вступив до британської армії та служив офіцером. Перебуваючи в німецькому полоні, почав захоплюватися драматургією. Після звільнення наприкінці війни став актором, сценографом та режисером. Успіх його вистави «Кінець шляху» (1928) привів до переїзду до США. Ставив п'єси на Бродвеї, а потім зайнявся режисурою в Голлівуді. Між 1931 та 1937 роками зняв дюжину фільмів для Universal Pictures, розвиваючи свій стиль, відзначений впливом німецького експресіонізму.
На піку режисерської кар'єри поставив фільм «Дорога назад» (1937), продовження фільму «На Західному фронті без змін». Студійне втручання, можливо, викликане політичним тиском з боку Німеччини, призвело до спотворення початкового задуму Вейла, а також провалу фільму серед критиків і глядачів. Після низки касових розчарувань до 1941 року його режисерська кар'єра фактично закінчилася, хоча останній короткометражний фільм він зняв 1950 року.
29 травня 1957 року в Каліфорнії він наклав на себе руки, втопившись у власному басейні.

## Ранні роки
Народився в місті Дадлі (графство Вустершир, Англія), в самому серці Чорної Країни. Став шостою дитиною в багатодітній сім'ї; батько був робітником-металургом, мати — медсестрою. Навчався в школі Kates Hill Board School, потім у благодійній школі Bayliss і, нарешті, в школі Dudley Blue Coat School. Через високу вартість навчання Джеймсу довелося кинути навчання в підліткові роки і піти працювати для підтримки сім'ї. Недостатньо сильний фізично, щоб піти стопами своїх братів у місцеву важку промисловість, почав працювати шевцем, для додаткового заробітку продаючи на металобрухт цвяхи із замінених підошов. Відкрив у собі художні здібності та підробляв, малюючи для сусідів написи на вивісках та цінниках. Додатковий дохід ішов на оплату вечірніх занять у Школі мистецтв та ремесел імені Дадлі.
У серпні 1914 року розпочалася Перша світова війна. Вейл мало цікавився політикою, яка призвела до війни, але зрозумів, що призову на військову службу йому не уникнути, тому добровільно вступив до армії і в жовтні 1915 року був зарахований до корпусу офіцерської підготовки судових іннів британської армії, розташованого в Бристолі. У липні 1916 року отримав звання другого лейтенанта і вступив на службу до Вустерширського полку. У серпні 1917 року на Західному фронті у Фландрії потрапив у німецький полон і утримувався у офіцерському таборі в Гольцміндені, де залишався до кінця війни, а в грудні 1918 був репатрійований до Англії. У таборі став брати активну участь як актор, письменник, продюсер і сценограф у аматорських театральних постановках, які стали для нього «джерелом великого задоволення та розваг». У нього також розвинувся талант до покеру, і після війни він перевів у готівку виграні у співкамерників чеки, таким чином забезпечивши себе фінансами для повернення в цивільне життя.

## Кар'єра

### Театр

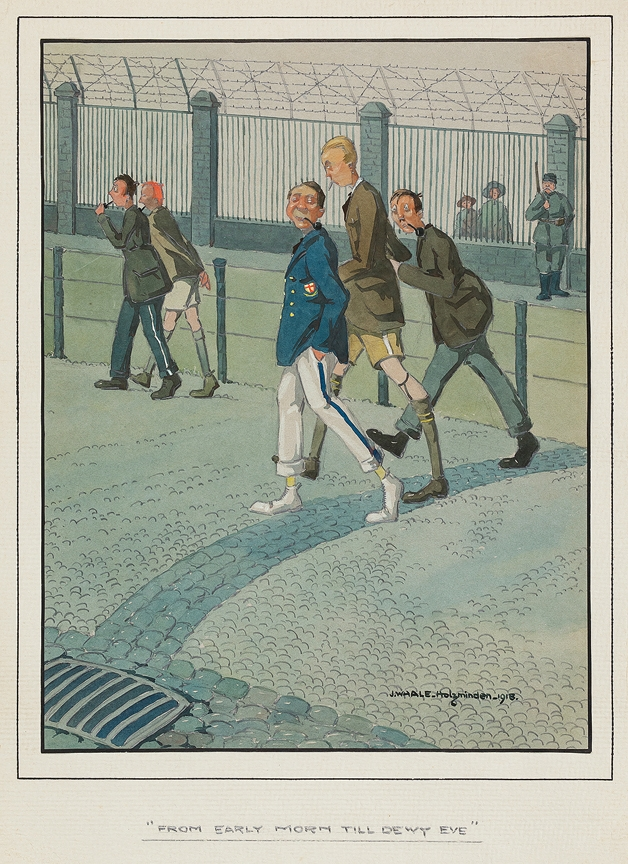
«Від раннього ранку, до вечірньої роси» — акварельна карикатура Вейла на ув'язнених у таборі для військовополонених у Гольцміндені, 1918 рік

Після перемир'я повернувся до Бірмінгема і спробував влаштуватися карикатуристом. 1919 року продав дві карикатури журналу Bystander, але постійної роботи отримати не зміг. Потім того ж року розпочав професійну сценічну кар'єру. Під керівництвом актора та менеджера Найджела Плейфера працював актором, сценографом, режисером та режисером-постановником. 1922 року, працюючи з Плейфером, зустрів Доріс Цінкейзен. Протягом двох років їх вважали парою, попри те, що Вейл жив відкрито як гей. За повідомленнями, 1924 року вони заручилися, але на 1925 рік заручини було розірвано.
1928 року Вейлу трапилася можливість проявити себе режисером під час постановки вистави Роберта Шерриффа за п'єсою «Кінець шляху» для театрального товариства Stage Society, яке організовувало приватні недільні вистави. Події п'єси розгортаються в березні 1918 року в окопах Сен-Кантену. Сюжет п'єси дозволяє поглянути на досвід офіцерів британської піхотної роти в Першій світовій війні. Ключовий конфлікт відбувається між капітаном Стенгоупом (командиром роти) і лейтенантом Ролі (братом нареченої Стенгоупа). Джеймс Вейл запропонував роль Стенгоупа тоді ледь відомому Лоуренсу Олів'є, який спочатку від неї відмовився, але після знайомства з Вейлом погодився. Моріс Еванс отримав роль Релі. Постановка була добре прийнята і перенесена в театр Савой у Вест-Енді, прем'єра відбулася 21 січня 1929 року. Тепер головну роль виконував молодий Колін Клайв, Олів'є тим часом прийняв пропозицію зіграти в постановці «Красунчик Жест». П'єса мала величезний успіх, критики були одноголосні в захоплених відгуках, а глядачі після вистави іноді сиділи в повній тиші, щоб потім вибухнути громовими оваціями. Як писав біограф Вейла Джеймс Кьортіс, п'єса «зуміла об'єднати в потрібний час і належним чином враження цілого покоління чоловіків, які брали участь у війні і не змогли словом або ділом адекватно зобразити своїм друзям та сім'ям життя в окопах». Після трьох тижнів показів у Савої «Кінець шляху» перейшов до театру Принца Уельського, де йшов ще протягом двох років. Після цього права на п'єсу «Кінець шляху» придбав продюсер Гілберт Міллер для постановки в театрі Стівена Сондгайма (на той момент театру Генрі Міллера). Режисером знову став Джеймс Вейл, на роль Стенгоупа запрошено Коліна Кіт-Джонстона, а на роль лейтенанта Ролі — Дерека Вільямса. Прем'єра вистави відбулася 22 березня 1929 року. Вона не сходила зі сцени більше року, закріпивши за «Кінцем шляху» репутацію найвеличнішої п'єси про Першу світову війну.

### Рання робота в Голлівуді
Успіх різних постановок «Кінця шляху» привернув увагу кінопродюсерів. Під час переходу від німого до звукового кіно продюсерів цікавив найм акторів та режисерів із досвідом постановки діалогів. 1929 року Вейл вирушив до Голлівуду і підписав контракт із Paramount Pictures. Його призначено «режисером діалогів» на фільмі «Доктор кохання» (1929). Вейл завершив роботу над фільмом за 15 днів і контракт визнали закінченим. Приблизно в цей же час він зустрів Девіда Льюїса.
Вейла найняв незалежний кінопродюсер та піонер авіації Говард Г'юз, який планував зробити звуковим спочатку німий фільм «Ангели пекла» (1930). Джеймс Вейл знову керував постановкою діалогів. По завершенні роботи для Г'юза, він вирушив до Чикаго, щоб очолити іншу постановку «Кінця шляху».
Британські продюсери Майкл Белкон та Томас Велш купили права на екранізацію п'єси «Кінець шляху» і, спираючись на вдалий досвід постановок Вейла в Лондоні та на Бродвеї, запропонували йому стати режисером фільму. Для організації знімання в Нью-Йорку вони співпрацювали з невеликою американською студією Tiffany Pictures. Колін Клайв повторив свою роль Стенгоупа, а Девід Меннерс отримав роль Релі. Знімання почалося 6 грудня 1929 року і закінчилося 22 січня 1930 року. Прем'єра фільму відбулася 9 квітня 1930 року у США та 14 квітня у Великій Британії. Фільм мав величезний комерційний успіх.

### Робота з Карлом Леммле на Universal
1931 року Universal Studios підписала п'ятирічний контракт із Вейлом. Його першим проєктом став «Міст Ватерлоо» на основі бродвейської п'єси Роберта Шервуда. Мей Кларк зіграла в ньому молоду американку, яка в роки Першої світової війни через обставини змушена заробляти на життя проституцією в Лондоні. Роль Майри принесла їй популярність та позитивні відгуки критиків. Тоді ж Вейл і Льюїс почали жити разом.

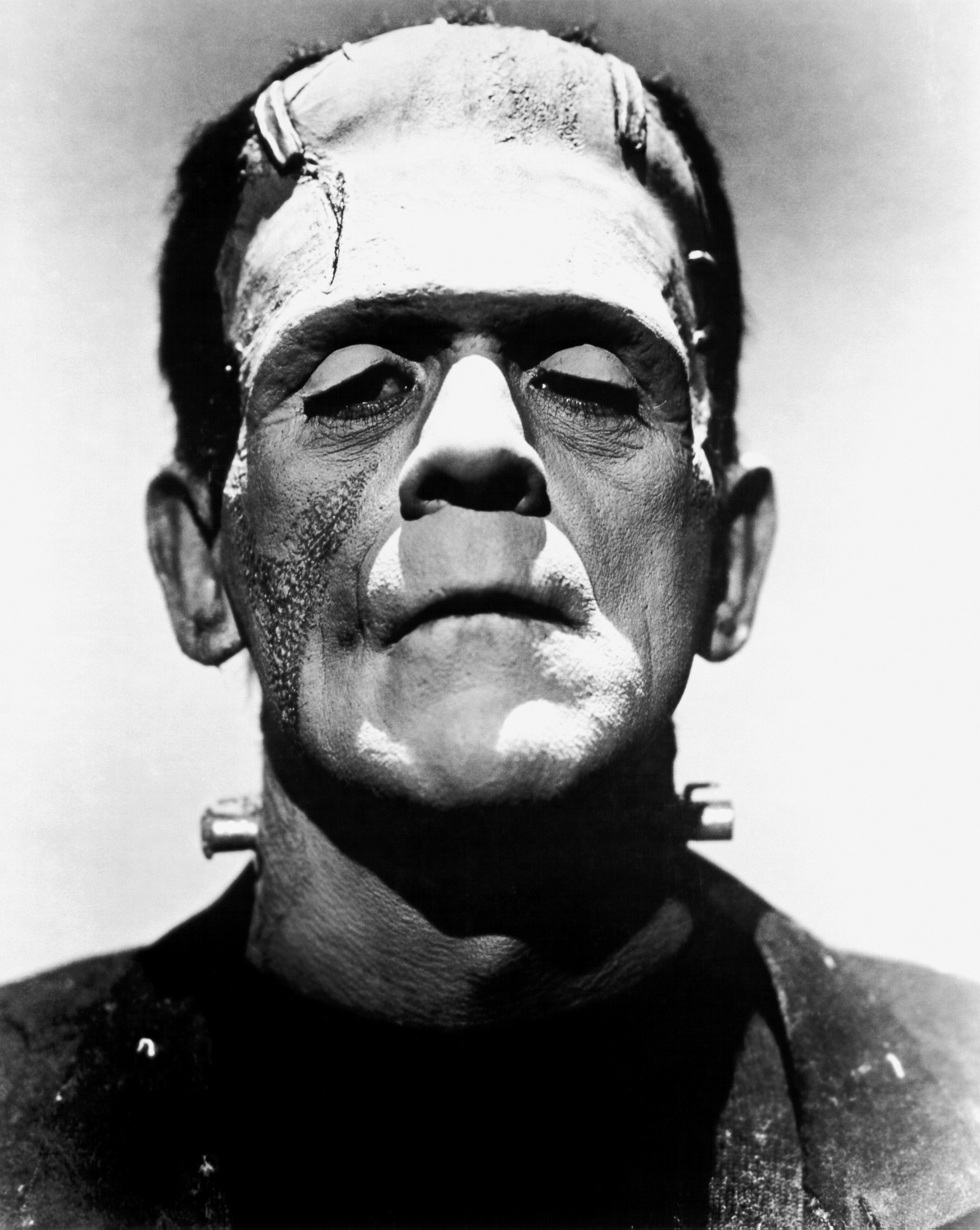
Борис Карлофф у ролі потвори Франкенштайна

1931 року глава Universal Карл Леммле запропонував Вейлу зняти на вибір щось із того, чим володіла студія. Вейл вибрав «Франкенштайна», тому що інші речі його не зацікавили, а ще один воєнний фільм він робити не хотів. Тоді як сам роман перебував у суспільному надбанні, Universal мала права на знімання театрального інсценування Пеггі Веблінг. Вейл запросив Коліна Клайва на головну роль Генрі Франкенштайна, а Мей Кларк — на роль його нареченої Елізабет. Роль потвори він запропонував тоді ще невідомому акторові Борису Карлоффу. Знімання почалося 24 серпня 1931 року і закінчилися 3 жовтня того ж року. Попередній показ відбувся 29 жовтня, а прем'єра фільму відбулася 21 листопада. «Франкенштайн» миттєво став хітом серед критиків та публіки. Фільм отримав захоплені відгуки і побив рекорди касових зборів на всій території США, заробивши для Universal 12 млн доларів. А фраза з фільму «IT'S ALIVE!», яку вимовляє Генрі Франкенштайн, коли бачить, що створена ним істота ожила, згодом стала мемом. У світовій культурі закріпився й образ істоти.
1932 року Вейл зняв також фільми «Нетерпляча діва» та «Старий темний будинок». «Нетерпляча діва» не справила особливого враження, але фільму «Старий темний будинок» приписують винахід піджанру фільмів жахів «темний будинок». Багато років оригінальну версію «Старого темного будинку» вважали втраченою, вона набула репутації одного з найвидатніших готичних фільмів жахів. 1968 року режисер Кьортіс Гаррінгтон знайшов утрачений фільм у сховищі Universal і переконав Музей Джорджа Істмана профінансувати його повторний випуск у прокат. 2017 року відреставрована версія фільму вийшла на Blu-ray.
Наступним фільмом Джеймса Вейла став «Поцілунок перед дзеркалом» (1933), який мав успіх у критиків, але провалився в прокаті. Вейл повернувся до жанру жахів із фільмом «Людина-невидимка» (1933) за книгою Герберта Веллса і сценарієм, який схвалив особисто. Фільм був сповнений візуальних ефектів і змішував у собі жанри жахів і комедії. The New York Times занесла його до свого списку десяти найкращих фільмів року. «Людина-невидимка» побила рекорди касових зборів у містах по всій Америці. В силу його «виняткових художніх переваг» Франція, яка обмежила кількість кінотеатрів, що показують недубльовані американські фільми, зняла обмеження на показ «Людини-невидимки».
1933 року Вейл поставив також романтичну комедію «При свічках», яка отримала хороші відгуки і стала скромним касовим хітом. 1934 року він зняв «Ще одна річка», екранізацію однойменного роману Джона Голсуорсі. У фільмі викладено історію жінки, яка відчайдушно намагається втекти від свого жорстокого чоловіка, який наражає її на емоційні та фізичні знущання. Це був перший із фільмів Вейла, для якого знадобилося схвалення Адміністрації виробничого кодексу, і Universal було складно його отримати через елементи садизму, приховані в образливій поведінці чоловіка стосовно дружини.

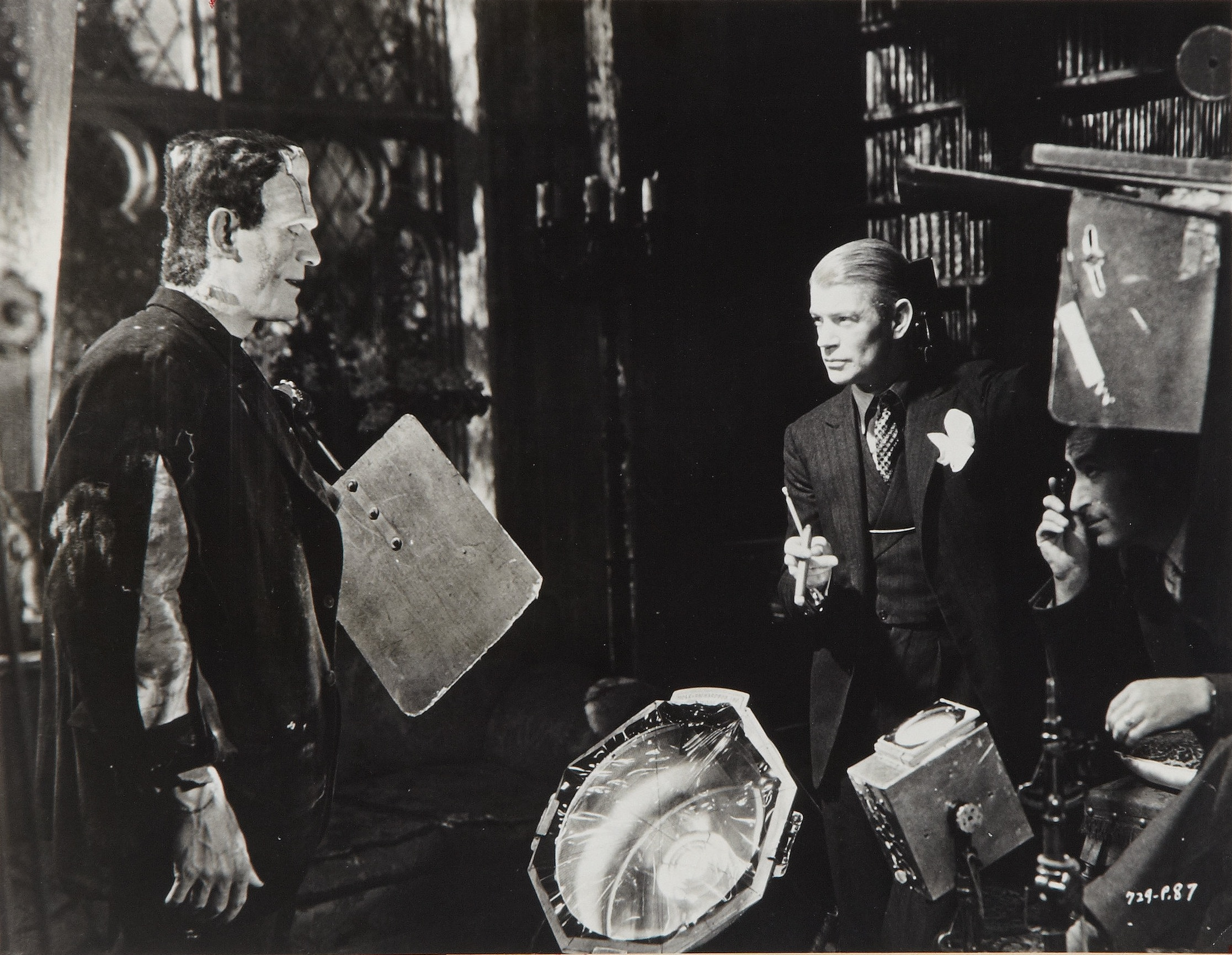
Борис Карлофф, Джеймс Вейл та Джон Дж. Месколл на зніманні фільму «Наречена Франкенштейна» (1935)

«Наречена Франкенштайна» (1935) стала наступним проєктом Вейла. Він уникав створення сиквелу «Франкенштайна», бо побоювався, що прославиться як режисер фільмів жахів. Весь фільм будується на другій половині роману Мері Шеллі, в якій потвора обіцяє дати Франкенштайну та людству спокій, якщо той створить йому подругу. Вчений виконує обіцянку, проте «Наречена» лякається потвори та відкидає його. Від розпачу та розчарування потвора підриває лабораторію та «Наречену» разом із собою, але відпускає Генрі Франкенштайна та його наречену Елізабет. Фільм мав великий успіх, до 1943 року заробивши для Universal близько 2 млн доларів. Він прославився як «найкращий готичний фільм жахів», його часто згадують як шедевр Вейла.
Окрилений успіхом «Нареченої Франкенштайна», Карл Леммле хотів змусити Вейла працювати над фільмом «Дочка Дракули» (1936), сиквелом першого великого хіта фільмів жахів Universal в епоху звукового кіно — «Дракула» (1931). Джеймс Вейл, побоюючись робити два фільми жахів поспіль і стурбований тим, що фільм «Дочка Дракули» може завадити його планам щодо першої повністю звукової версії «Плавучого театру» (яку раніше зняв Гаррі Поллард), натомість переконав Леммле купити права на роман під назвою «Вбивство з похмілля» — комедію-загадку в стилі роману «Худий чоловік» про групу друзів, які були настільки п'яні в ніч убивства один з них, що на ранок ніхто не міг нічого згадати. Екранізація під назвою «Пам'ятаєш минулу ніч?» (1936) стала одним із найулюбленіших фільмів Вейла, але була неоднозначно сприйнята публікою та критиками і мала погані касові збори.
Закінчивши «Пам'ятаєш минулу ніч?», зразу ж почав працювати над фільмом «Плавучий театр» (1936). Для постановки цього мюзиклу залучив кого тільки міг, зокрема, Гелен Морган, Поля Робсона, Чарлза Віннінґера, Семмі Вайта, диригента Віктора Баравальє, аранжувальника Роберта Рассела Беннетта, і Айрін Данн, яка вважала, що Вейл — невідповідний режисер для цього фільму. На думку багатьох критиків, «Плавучий театр» Вейла є найточнішою постановкою мюзиклу, але вона була недоступною протягом багатьох років через однойменний рімейк MGM 1951 року. 2014 року відреставрований фільм став доступним на DVD у США у складі архівної колекції Warner Archive Collection Warner Home Video; 2020 року The Criterion Collection випустила 4K реставрацію на Blu-ray.
«Плавучий театр» став останнім із фільмів Вейла, знятих для Леммле. Universal збанкрутувала, а Леммле продав свій контрольний пакет акцій студії за 5 500 000 доларів голові корпорації Standard Capital Corporation Дж. Чіверу Каудіну та Чарлзу Р. Роджерсу, якого згодом призначено віце-президентом Universal Pictures.

### Кар'єрний спад
Кар'єра Джеймса Вейла різко пішла на спад після виходу його наступного фільму «Дорога назад» (1937). Продовження фільму за однойменним романом Еріха Марії Ремарка «На Західному фронті без змін», знятого Universal 1930 року, оповідає про життя кількох молодих німців, які повернулися з Першої світової війни, та їхню боротьбу за реінтеграцію в суспільство. Консул Німеччини в США, який також був членом нацистської партії, Георг Гіслінг, дізнавшись, що фільм перебуває у виробництві, висловив протест, звернувшись до Джозефа Бріна з Production Code Administration (PCA), стверджуючи, що фільм дає «хибну та спотворену картину німецького народу». Гіслінг навіть зустрічався з Вейлом, але це нічого не дало. Потім консул надіслав листи членам акторського складу, погрожуючи, що їхня участь у фільмі може спричинити труднощі в отриманні німецького дозволу на знімання для них і для всіх, пов'язаних із ними у фільмі. На той час Universal, яка мала мало проєктів у Німеччині, такі погрози всерйоз не сприймала. Коли під тиском Голлівудської антинацистської ліги і Гільдії кіноакторів у справу втрутився Держдепартамент, німецький уряд відступив. Оригінальна версія фільму Вейла отримала загалом позитивні відгуки, але після попередніх показів Чарлз Роджерс наказав вирізати деякі сцени та зняти додаткові. Джеймс Вейл лютував, а змінений фільм все одно заборонили в Німеччині. Німцям удалося також переконати Китай, Грецію, Італію та Швейцарію заборонити його.
Після провалу «Дороги назад» Чарлз Роджерс спробував розірвати контракт з Вейлом, але той чинив опір. Тоді Роджерс призначив його на серію фільмів категорії В, щоб виконати свої зобов'язання за договором. Вейл зняв лише один успішний художній фільм, «Людина в залізній масці » (1939), перш ніж 1941 року покинув кіноіндустрію.

## Після відходу з кіно
Пішовши з кіно Вейл опинився в безвиході. Йому час від часу пропонували роботу, зокрема, можливість бути режисером фільму «Відколи ви пішли» для продюсера Девіда Сельцника, але він відмовився. Льюїс, тим часом, був більш ніж будь-коли зайнятий своїми виробничими обов'язками і часто працював допізна, залишаючи Джеймса одного. Льюїс купив йому запас фарб і полотен, і Вейл знову відкрив у собі любов до живопису. Зрештою він збудував собі велику студію.
З початком Другої світової війни Вейл запропонував свої послуги армії Сполучених Штатів і в лютому 1942 зняв для неї навчальний фільм «Працевлаштування в армії». Того ж року у співпраці з акторкою Клер Дю Брей створив невелику театральну групу Brentwood Service Players. Зі 100 театральних місць шістдесят було надано безкоштовно обслузі; решту продано громадськості, а виручку від касових зборів пожертвувано благодійним організаціям воєнного часу.
1944 року повернувся на Бродвей, щоб поставити психологічний трилер за однойменним романом Найо Марш «Рука в рукавичці», але спектакль показали всього 40 разів і він швидко зійшов зі сцени. Це було його перше повернення на Бродвей після провалу «Один, Два, Три!» 1930 року.
1950 року зняв свій останній короткометражний фільм, оснований на одноактній п'єсі Вільяма Сарояна «Гей, хто-небудь». Історія про хибно звинуваченого у зґвалтуванні чоловіка, який перебуває в Техаській в'язниці, та дівчину Емілі, яка там працює прибиральницею. Продюсером та спонсором фільму був Гантінгтон Гартфорд. Гартфорд планував, що короткометражка стане частиною кіноальманаху на кшталт фільму «Квартет». Однак спроби знайти відповідні новели для екранізації виявилися безуспішними, і «Гей, хто-небудь!» так і не виходив у комерційному масштабі.
Останнім професійним проєктом Вейла стала постановка «Язичниця у вітальні», фарс про двох старих дів з Нової Англії, яких відвідує полінезійка, з якою кілька років тому після аварії корабля одружився їхній батько. Виробництво велося в Пасадіні протягом двох тижнів у 1951 році. Планувалося привезти цю постановку до Нью-Йорка, але Вейл запропонував спочатку поставити п'єсу в Лондоні. Перед відкриттям вистави в Англії Вейл вирішив здійснити екскурсію художніми музеями Європи. У Франції він відновив своє спілкування з Кьортісом Гаррінгтоном, з яким познайомився 1947 року. У Парижі він ходив до гей-барів і в одному з них познайомився з 25-річним барменом на ім'я П'єр Фогель. Вейл був ним вражений і найняв Фогеля шофером, тоді як Гаррінгтон вважав його не більш ніж ловеласом.
У вересні 1952 року розпочалося гастролі вистави «Язичниця у вітальні», яка обіцяла стати хітом. Проте Герміона Бадделі, яка грала роль канібала «Ну-га», дуже пила і почала влаштовувати дивні витівки, заважаючи виступам. Через контракт, її не могли замінити, і продюсери змушені були закрити шоу.
У листопаді 1952 року Вейл повернувся до Каліфорнії і повідомив Девіда Льюїса, що планує привезти Фогеля. Приголомшений Льюїс пішов із дому. Попри те, що це поклало край їхнім 23-річним романтичним стосункам, вони залишилися друзями. Льюїс купив невеликий будинок і побудував басейн, що спонукало Вейла викопати власний басейн, хоча сам він у ньому не плавав. Він почав влаштовувати вечірки для чоловіків і спостерігав, як молоді люди стрибають у басейн і граються навколо нього. Фогель переїхав до Вейла на початку 1953 року, і Вейл призначив його керувати власною бензоколонкою.
Навесні 1956 року у Вейла стався невеликий інсульт. Через кілька місяців він переніс більший інсульт і був госпіталізований. У лікарні він лікувався від депресії електрошоковою терапією.
Після виписки найняв одного з медбратів лікарні як особистого доглядальника з проживанням у сім'ї. Ревнивий Фогель вигнав медбрата з дому і найняв замість нього медсестру. Вейл страждав від перепадів настрою і ставав все залежнішим від інших, оскільки у нього почалися серйозні провали в пам'яті.

## Смерть
29 травня 1957 року у віці 67 років Вейл вчинив самогубство, втопившись у своєму басейні. Він залишив передсмертну записку, яку Льюїс приховував до самої своєї смерті, що настала через кілька десятиліть. Тому смерть Вейла спочатку визнано результатом нещасного випадку. У його передсмертній записці сказано: «Подальше — тільки старість, хвороби та муки… Я хочу спокою та іншого способу знайти його я не знаю».
Тіло Вейла кремували на його прохання, урну з прахом поховано в колумбарії Меморіального парку Форест-Лон у Глендейлі. Через звичку періодично змінювати свою дату народження, на його ніші зазначено хибну дату — 1893 рік. 1987 року помер Девід Льюїс. Виконавець духівниці та біограф Вейла Джеймс Кертіс поховав його прах у ніші навпроти Вейла.

## Сексуальна орієнтація
Протягом усієї своєї кар'єри в британських театрах та в Голлівуді жив як відкритий гей, що в 1920-х та 1930-х роках було нечувано. Приблизно від 1930 до 1952 року жив разом із Девідом Льюїсом. Не намагався оприлюднити свою гомосексуальність, але також не приховував її. Як висловився кінорежисер Кьортіс Гаррінгтон, друг і довірена особа Вейла, «не в тому сенсі, щоб кричати про це з дахів або робити камінг аут. Але він був відкритим гомосексуалом. Будь-хто, хто знав його, була у курсі, що він гей». Попри припущення, що кар'єра Вейла припинилася через гомофобію, а його нібито охрестили «Королевою Голлівуду», Гаррінгтон стверджує, що «ніхто нічого подібного не робив».
Оскільки на 1970 рік відомості про сексуальну орієнтацію Вейла були дуже поширеними, деякі історики кіно та дослідники геїв виявили гомосексуальні теми в його творчості, особливо в «Нареченій Франкенштайна». Так, низка зайнятих у постановці акторів, зокрема, Ернест Тесіджер і Колін Клайв, були, ймовірно, гомосексуалами або бісексуалами. Дослідники визначили гомосексуальну та особливу кемп-чутливість, що пронизує фільм, особливо втілену в характері персонажа Преторіуса (Тесіджера) та його стосунках із Генрі Франкенштайном (Клайвом).
Історик гей-фільмів Віто Руссо, розглядаючи Преторіуса, називає його не геєм, а «жінкоподібним» («sissified», «sissy» голлівудське визначення для гомосексуалів). Преторіус служить фігурою спокуси, відводячи Франкенштайна від його нареченої в першу шлюбну ніч, щоб взяти участь у неприродному акті життя, який не веде до народження дітей. Новелізація фільму, опублікована в Англії, ще більше прояснила сенс звернення Преторіуса до Франкенштайна: «Плодіться й розмножуйтеся. Корімося біблійному припису: у вас, звичайно, є вибір природних засобів, але що стосується мене, я боюся, що для мене немає іншого шляху, крім наукового». Руссо припускає, що гомосексуальність Вейла виражена у фільмах про Франкенштайна поданням монстра як антисоціальної фігури, так само, як геї — це «„речі“ які не повинні були статися». Потвора висловлює свої почуття до чоловіка-самітника та жінки-нареченої зверненням «друг» і трактується як сексуально невизначений або бісексуальний. Автор гендерних досліджень Елізабет Янг пише: «Він не має вродженого розуміння того, що зв'язок між чоловіком і жінкою, яку він має створити з нареченою, вважається основним або що він несе в собі сексуальну значущість, відмінну від його стосунків із Преторіусом або самітником: усі афективні стосунки так само легко стають „дружбою“, як і „шлюбами“» . Справді, його стосунки із самітником інтерпретовано як одностатевий шлюб, якого гетеросексуальне суспільство не терпітиме: «Немає помилки — це шлюб, причому життєздатний», — пише критик Гері Морріс для журналу Bright Lights Film. Але Вейл швидко нагадує нам, що суспільство цього не схвалює, і потвору вигнано з домашньої ідилії, коли його виявили двоє озброєних селян, котрі випадково натрапили на цей союз і інстинктивно взялися до його руйнування. Сцену створення нареченої потвори названо «нагадуванням Вейла аудиторії (його голлівудським босам, колегам і всім, хто дивиться) про велич і силу гомосексуального творця».
Однак Гаррінгтон відкидає цю оцінку молодого критика: «Всі художники роблять роботу, яка виходить із підсвідомості, і пізніше ви можете проаналізувати її та сказати, що символізм може щось означати, але художники не думають так, і я б побився об заклад на своє життя, що Джеймс Вейл ніколи не мав на увазі такі концепції». Саме у відповідь на «велич і силу» Гаррінгтон заявив, що це повна нісенітниця. Це критична інтерпретація, яка не має нічого спільного з початковим натхненням. Що найближче до гомосексуальної метафори в його фільмах — це виявити певний вид кемп-гумору.

Компаньйон Вейла Девід Льюїс категорично заявив, що сексуальна орієнтація Вейла «не має стосунку» до його режисури.
Джиммі був насамперед художником, і його фільми демонструють роботу художника — не художника-гея, а художника.Оригінальний текст (англ.)
Jimmy was first and foremost an artist, and his films represent the work of an artist—not a gay artist, but an artist.— Джеймс Кьортіс
Біограф режисера Кьортіс відкидає ідею про те, що Вейл ототожнював би себе з «потворою» з гомосексуальної точки зору, заявляючи, що якби він почувався антисоціальною фігурою, це б ґрунтувалося не на його сексуальній орієнтації, а на походженні з нижчих класів.

## Стилістика фільмів
Тут Вейл зумів наочно продемонструвати і свій талант художника-декоратора, і потяг до експресіонізму, і властивий йому чорний гумор. Стилізація та деформація природи створювали відчуття нереальності того, що відбувається. Буря за вікном у епізоді оживлення потвори посилювала і так страшний ефект пробудження мерця.
Кінознавець Олена Карцева про художні особливості фільму "Франкенштайн".
Вейл перебував під сильним впливом німецького експресіонізму. Він був шанувальником фільмів Пауля Лені, які поєднували в собі елементи готичного горору та комедії. Цей вплив найпомітніший у «Нареченій Франкенштайна». Вплив експресіонізму також проявляється у «Франкенштайні», що частково ґрунтується на роботах Пауля Вегенера, та його фільмів «Ґолем» (1915) і «Ґолем: як він прийшов у світ» (1920), а також «Кабінет доктора Калігарі» (1920) Роберта Віне, який Вейл неодноразово переглядав, готуючись до знімання «Франкенштайна». Вплив експресіонізму проявляється в акторській грі, костюмах та дизайні потвори. Вейл і гример Джек Пірс, можливо, також перебували під впливом школи дизайну Баугауз. Експресіоністський вплив тривав протягом усієї кар'єри Вейла, і його останній фільм «Гей, хто-небудь!» високо оцінив Sight & Sound як «віртуозний візерунок світла й тіні, частину повністю продуманого експресіоністського кіновиробництва, безцеремонно випущену серед розквіту неореалізму».
Вейл був відомий тим, що використав рухливу камеру. Йому приписують заслуги в тому, що він був першим режисером, який використовував панораму на 360 градусів (у фільмі «Франкенштайн»). Аналогічний прийом він застосував у «Плавучому театрі», коли камера стежила за Полем Робсоном, який виконував пісню Ol' Man River. У «Франкенштайні» часто виділяють серію планів, використаних для представлення потвори: «Ніщо не може повністю позбавити гострих відчуттів під час перегляду послідовних планів, на яких рухлива камера Вейла показує нам незграбну фігуру». Такі плани, починаючи із середнього і закінчуючи двома крупними обличчя потвори, Вейл повторив, щоб представити Гриффіна в «Людині-невидимці» і жорстокого чоловіка в «Ще одній річці».

## Вплив

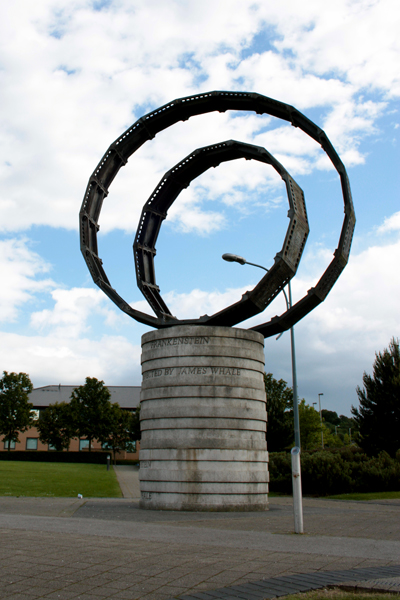
Скульптура Чарлза Гедкока на згадку про Джеймса Вейла. Дадлі, Англія

У 1930-ті роки Вейл створив для Universal три класичні фільми жахів («Франкенштайн», «Людина-невидимка», «Наречена Франкенштайна»), які вплинули на розвиток цього жанру кіно. Їх відносять до серії фільмів, яка стала відомою як «Потвори Universal». Згодом вона набула культового статусу і стала знана як «Класична серія фільмів жахів студії Universal». До таких знакових для становлення жанру горору постановок також відносять фільми «Дракула» (1931), «Мумія» (1932), «Вбивство на вулиці Морг» (1932), «Чорний кіт» (1934), «Ворон» (1935).
Бен Сакс із газети «Chicago Reader» у статті про «Плавучий театр» написав про Джеймса Вейла:
|            | Вейл проживе ще 17 років. Зважаючи на надзвичайну швидкість, з якою він працював у 1930-х роках, він міг би зняти ще 34 фільми. Це така ж втрата для історії кіно, як і неперевершеність його робіт, що збереглися. |
| — Бен Сакс | |

Впливовий кінокритик Ендрю Сарріс у своєму рейтингу кінорежисерів 1968 року відніс Вейла до категорії «lightly likable» («злегка симпатичний» — талановиті, але нерівні режисери, що зберігають витонченість невибагливості). Сарріс називає «Наречену Франкенштайна» «справжньою перлиною» із серії фільмів про Франкенштайна і приходить до висновку, що кар'єра Вейла «відбиває стилістичні амбіції та драматичні розчарування експресіоніста, контрольованого голлівудською студією 30-х років». Французький кінознавець Жак Лурселль також високо оцінив внесок Вейла у створення кінематографічної легенди про монстра Франкенштайна. Особливо він підкреслив переваги першого фільму з цієї серії та образ у виконанні Бориса Карлоффа, що «намертво врізався не тільки в кіноманську пам'ять, а й у колективну пам'ять епохи». Цього багато в чому вдалося досягти завдяки неабияким здібностям режисера:
|  | Сильний бік Вейла — надзвичайно плавний для свого часу стиль операторської роботи (нагадаємо, що це лише перші роки звукового кіно): режисер підкреслює декорації та дії персонажів на загальному болісно-іронічному тлі, яке й нині вражає публіку. Доказом цього є численні повторні випуски фільму в прокат. У чудовому першому фільмі циклу обдарованість Вейла можна оцінити, так би мовити, в чистому вигляді. |

Французький режисер Жан-П'єр Мельвіль заніс Вейла до свого списку улюблених американських режисерів 1930—1940-х років. Під впливом Вейла знято кілька картин та пародій («Шоу жахів Роккі Хоррора» Джима Шармана, «Молодий Франкенштайн» Мела Брукса та ін.). Федеріко Фелліні в іронічній манері використав деякі стилістичні прийоми майстра жахів у своїй новелі «Шлюбна агенція» з кіноальманаху «Кохання в місті» (1953). За словами італійського режисера, прийнявши пропозицію продюсера про участь у цьому проєкті, він вирішив «зняти короткометражний фільм саме в неореалістичній манері за сценарієм, у якому розказана історія не могла ні за яких обставин бути правдою…». Тоді він розмірковував так: «Як повелися б Джеймс Вейл або Тод Броунінг, якби їм довелося ставити „Франкенштайна“ чи „Дракулу“ в стилі неореалізму?».

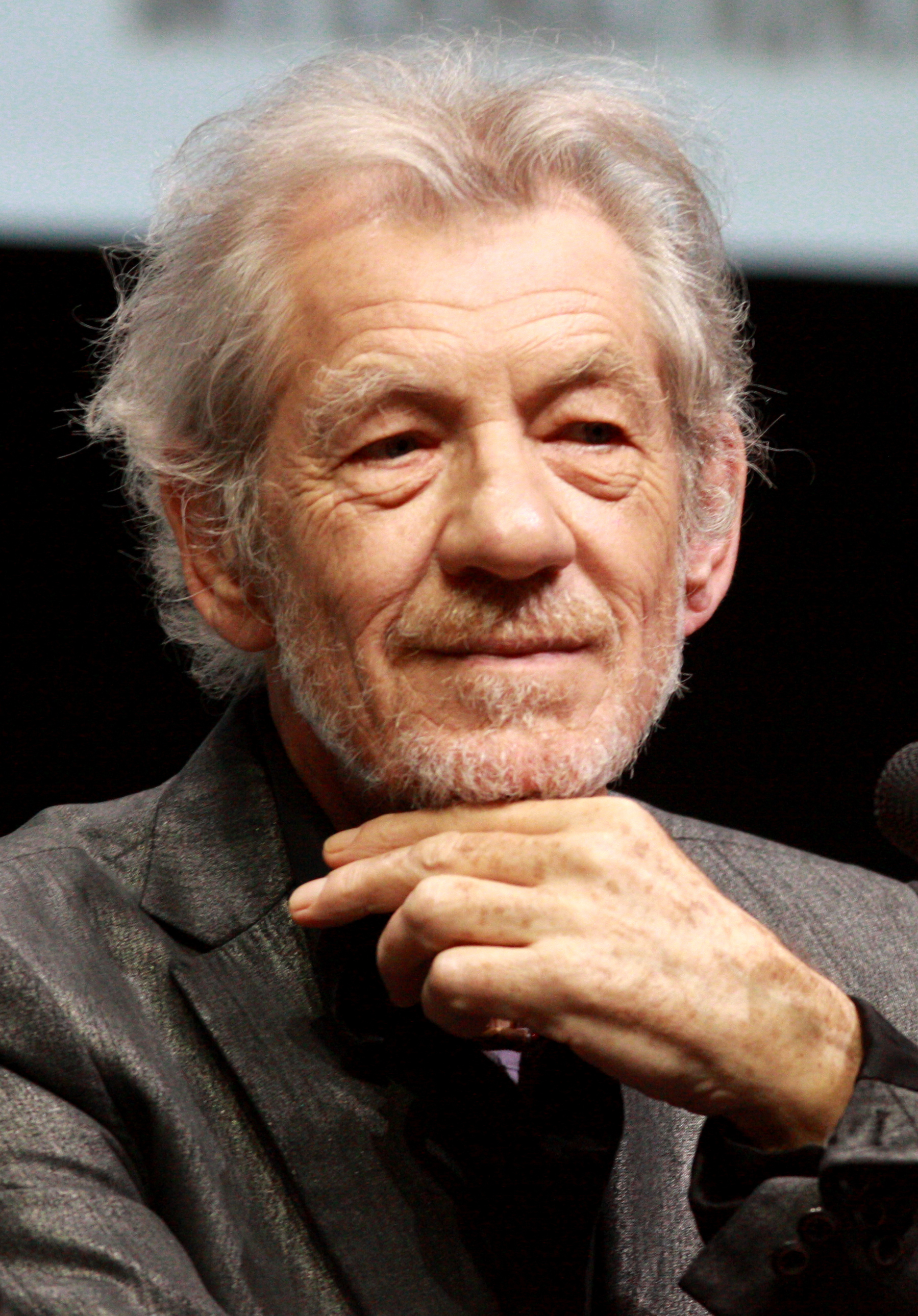
Ієн Мак-Келлен — виконавець ролі Вейла в біографічному фільмі «Боги і монстри»

Останні місяці життя Вейла стали темою роману Крістофера Брема «Батько Франкенштайна» (1995). Він присвячений відносинам між Вейлом та вигаданим молодим садівником на ім'я Клейтон Бун. «Батько Франкенштайна» ліг в основу фільму 1998 року «Боги і монстри» з Ієном Мак-Келленом у ролі Вейла та Бренданом Фрейзером у ролі Буна. За цю роль Мак-Келлена номіновано на премію Оскар. За словами російського критика Михайла Трофименкова, завдяки цій постановці «„батько“ кіно-Франкенштайна» і «класик» фільмів-жахів — це «єдиний режисер класичного Голлівуду, якого сучасні глядачі знають у обличчя …». Також за романом Брема поставлено виставу, прем'єра якої відбулася в лютому 2015 року в Лондоні в театрі Southwark Playhouse.
Лише два фільми Вейла номіновано на Оскар — «Людина в залізній масці» (за музичний супровід) та «Наречена Франкенштайна» (за звукозапис). Згодом фільми «Франкенштайн», «Людина-невидимка» та «Наречена Франкенштайна» включено до Національного реєстру фільмів США. До нього входять кінотвори, що мають «культурне, історичне чи естетичне значення» та обрані Національною радою США зі збереження фільмів для зберігання в Бібліотеці Конгресу.
У вересні 2001 року на території нового багатозального кінотеатру в рідному місті Вейла Дадлі йому встановлено пам'ятник. Скульптура Чарлза Гедкока зображує рулон плівки з обличчям потвори Франкенштайна, вигравіюваним на кадрах, та назви його найвідоміших фільмів, на литій бетонній основі у формі кіноплівки. Було заплановано створення й інших скульптур, що відсилають до ранніх робіт Вейла, але станом на 2019 рік жодної з них не встановлено.
Від жовтня 2012 до січня 2013 року в музеї та художній галереї Дадлі проходила ретроспектива «Жахи в Голлівуді: історія Джеймса Вейла» (англ. Horror in Hollywood: The James Whale Story).

## Фільмографія
| Рік  | Українська назва          | Оригінальна назва          | Хто                                |
| ---- | ------------------------- | -------------------------- | ---------------------------------- |
| 1930 | Кінець шляху              | Journey's End              | Режисер                            |
| 1930 | Ангели пекла              | Hell's Angels              | Співрежисер (постановник діалогів) |
| 1931 | Міст Ватерлоо             | Waterloo Bridge            | Режисер                            |
| 1931 | Франкенштайн              | Frankenstein               | Режисер                            |
| 1932 | Нетерпляча діва           | Impatient Maiden           | Режисер                            |
| 1932 | Старий темний будинок     | The Old Dark House         | Режисер                            |
| 1933 | Поцілунок перед дзеркалом | The Kiss Before the Mirror | Режисер                            |
| 1933 | Людина-невидимка          | The Invisible Man          | Режисер                            |
| 1933 | При свічках               | By Candlelight             | Режисер                            |
| 1934 | Ще одна річка             | One More River             | Режисер                            |
| 1935 | Наречена Франкенштайна    | Bride of Frankenstein      | Режисер                            |
| 1935 | Пам'ятаєш минулу ніч?     | Remember Last Night?       | Режисер                            |
| 1936 | Ти можеш бути наступним   | You May Be Next            | Сценарист                          |
| 1936 | Плавучий театр            | Show Boat                  | Режисер                            |
| 1937 | Дорога назад              | The Road Back              | Режисер                            |
| 1937 | Великий Гаррік            | The Great Garrick          | Режисер                            |
| 1938 | Грішники в раю            | Sinners in Paradise        | Режисер                            |
| 1938 | Дружини під підозрою      | Wives Under Suspicion      | Режисер, продюсер                  |
| 1938 | Порт семи морів           | Port of Seven Seas         | Режисер                            |
| 1939 | Людина в залізній масці   | The Man in the Iron Mask   | Режисер                            |
| 1940 | Зелене пекло              | Green Hell                 | Режисер                            |
| 1941 | Вони не ризикують любити  | They Dare Not Love         | Режисер                            |
| 1949 | Гей, хто-небудь!          | Hello Out There            | Режисер                            |